# Boeing YAL-1

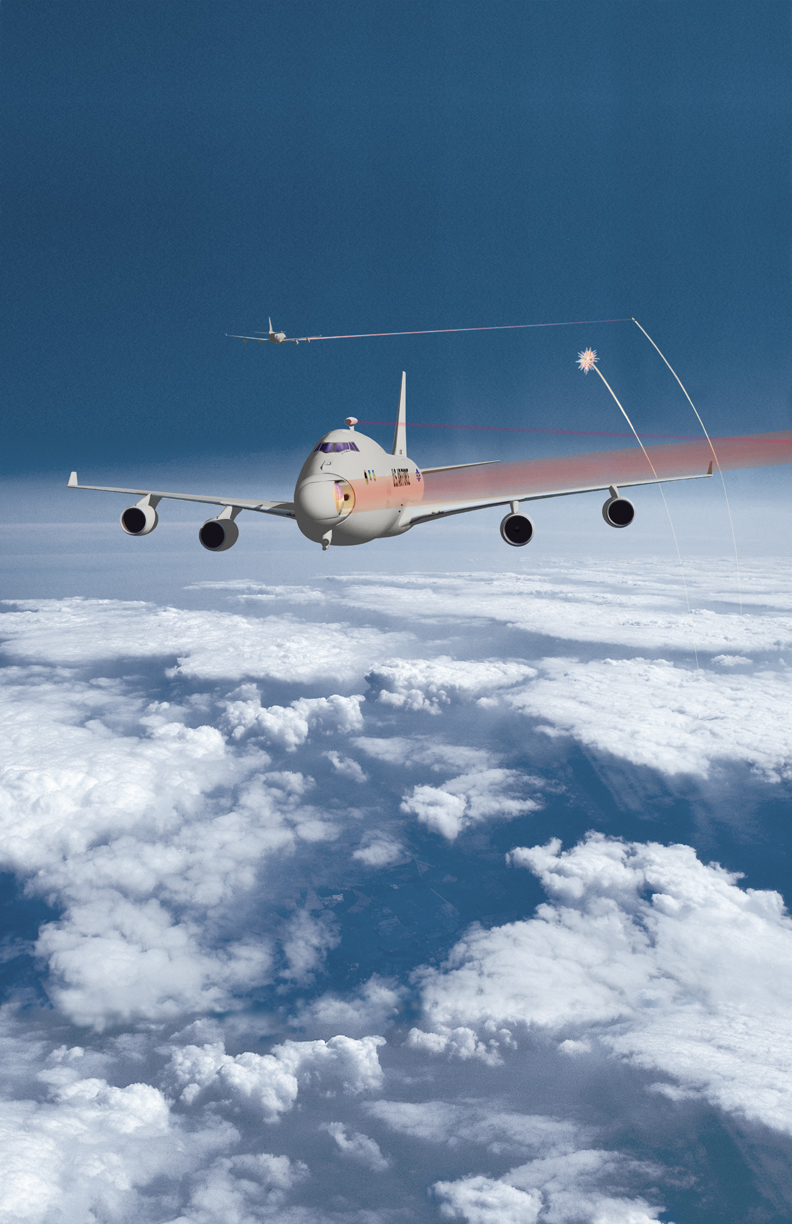
Impresão artística do YAL-1.

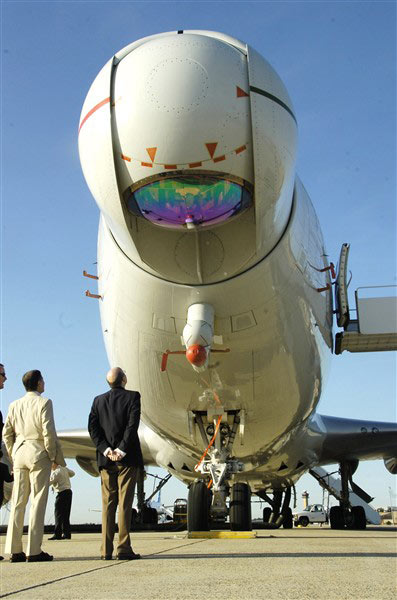
Seção dianteira do YAL-1.

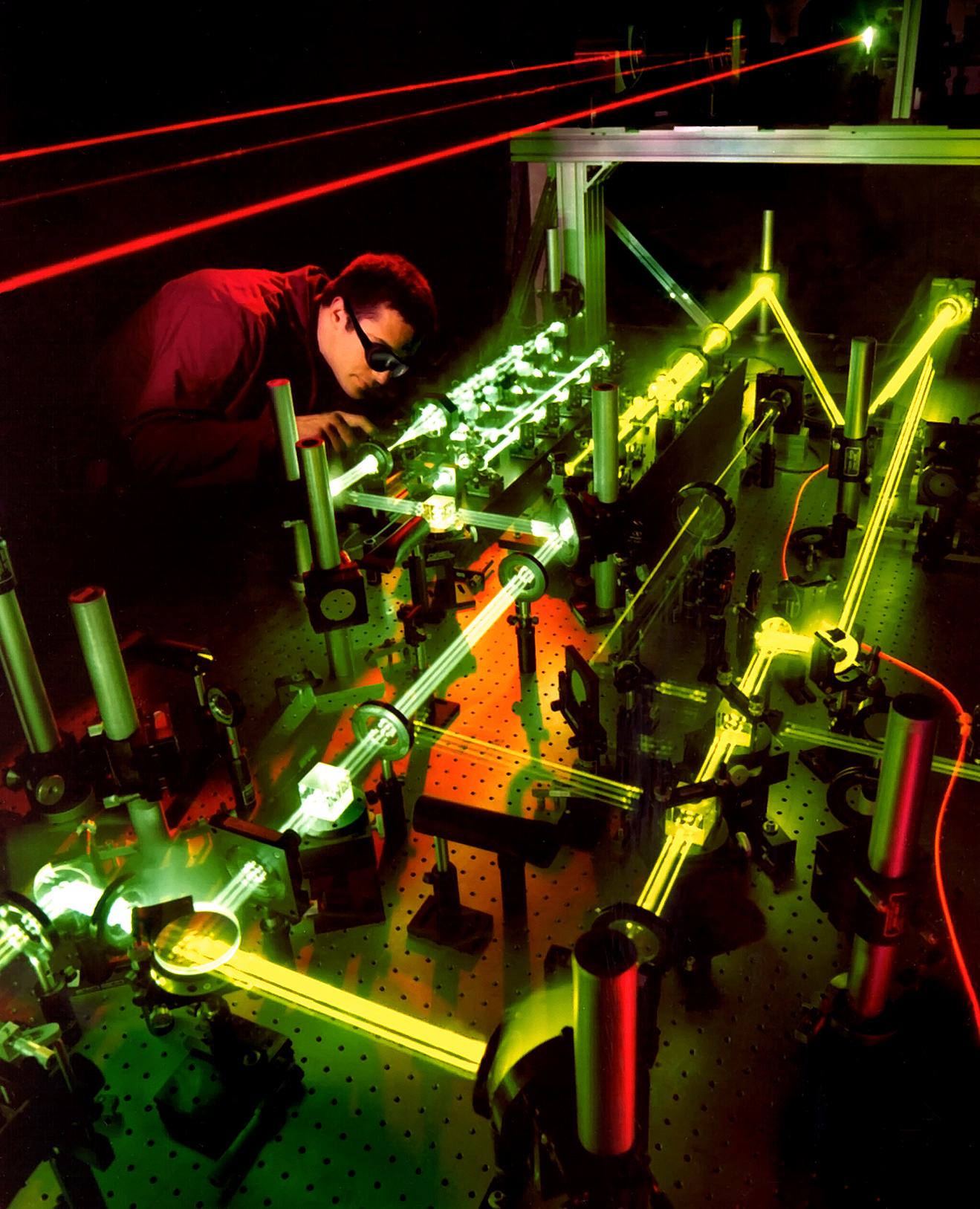
O laser usado no YAL-1.

O Boeing YAL-1 Airborne Laser (em português: Laser Aerotransportado) foi um sistema de armas que empregava um laser químico de iodo oxigenado (em inglês: Chemical Oxygen Iodine Laser, COIL) acoplado no nariz de um Boeing 747-400F.
Foi um sistema considerado parte essencial para  construção de um "Escudo antimísseis" pelos Estados Unidos, pois estas aeronaves teriam capacidade para destruir mísseis balísticos a longas distâncias, ainda na fase de lançamento destes.
Além da capacidade "defensiva", esta aeronave munida de arma a laser, têm uma clara função ofensiva, na medida em que poderia realizar ataques de grande precisão, com baixo nível de efeitos colaterais e que, na maior parte das vezes, poderia ser negado pelo autor do ataque com relativa facilidade, já que não restariam destroços ou provas de quem foi o autor do ataque, como ocorre no caso de um ataque com bombas ou mísseis.

## Cancelamento
O financiamento do programa teve de ser cortado em 2010, e o cancelamento do programa foi oficialmente declarado em 2011. A aeronave realizou seu último voo em 14 de fevereiro de 2012, para base de Davis-Monthan, no Cemitério de Aviões de Tucson, no estado americano do Arizona, onde está lá estocado até hoje.

## Especificações
Descrições gerais
- Tripulação: 6
- Comprimento: 70,6 m (230 ft)
- Envergadura: 64,4 m (210 ft)
- Altura: 19,4 m (64 ft)
- Peso de decolagem: 396 890 kg (875 000 lb)

Motorização
- Número de motores: 4x
- Tipo do motor: Turbofan
- Fabricante/modelo: General Electric CF6-80C2B5F
- Empuxo por motor: 28 165,5 kgf (62 100 lbf) (276 kN)

Performance
- Velocidade máxima: 1 015 km/h (631 mph)
- Velocidade de cruzeiro (Mach): 0.755 Ma
- Velocidade total em Mach: 0.92 Ma

Armamentos
- Metralhadoras/canhões: 1x Canhão de Laser químico de iodo oxigenado

Equipamentos de orientação
- Aviônicos: 1x Sistema Detector Infravermelho
2x Iluminadores de Alvo Laser